# Le Sexe faible (film, 1933)
Pour les articles homonymes, voir Le Sexe faible.
Pour plus de détails, voir Fiche technique et Distribution.
Le Sexe faible est un film français réalisé par Robert Siodmak, sorti en 1933.

## Synopsis
Antoine (Victor Boucher) est un maître d'hôtel stylé dans un palace parisien. Une des clientes, Mme Leroy-Gomez (Jeanne Cheirel), a une fille et trois fils. La fille travaille, et est indépendante. Le fils aîné est marié et père de quatre enfants. Le second fils, Philippe (Philippe Hériat), est également marié, mais il vient de quitter son épouse Christina (Suzanne Dantès) pour entamer une liaison avec une intrigante d'origine russe, Louba, liée à des escrocs. Madame Leroy-Gomez veut marier son dernier fils Jimmy (Pierre Brasseur) avec une riche Américaine, Dorothy Freeman (Betty Stockfeld), mais il aime une couturière, Nicole (Mireille Balin). L'appartement de madame Leroy-Gomez ayant été temporairement réquisitionné par sa fille pour y organiser des défilés de mode, cette bourgeoise désargentée séjourne temporairement, aux frais de sa fille, dans le luxueux "Hôtel Palace" dont le maître d'hôtel Antoine lui sera d'un grand secours pour mettre un terme à ses problèmes familiaux. Particulièrement bienveillant, celui-ci reçoit en effet les confidences des clients, et noue discrètement les intrigues, dans lesquelles interviennent notamment une vieille comtesse attirée par les jeunes hommes (Marguerite Moreno) et un gigolo Sud-américain (José Noguero).

## Fiche technique
- Titre : Le Sexe faible
- Réalisation : Robert Siodmak
- Scénario et dialogues : Édouard Bourdet, d'après sa pièce éponyme créée le 10 décembre 1929 au Théâtre de la Michodière, à Paris.
- Décors : Hugues Laurent et Jacques Laurent-Atthalin
- Photographie : Armand Thirard
- Son : Igor B. Kalinowski
- Musique : Henri Verdun
- Producteur: André Haguet
- Société de production : Néro Films, Les Films André Haguet
- Pays d'origine :  France
- Format : Noir et blanc — 35 mm — 1,37:1 — Son : Mono
- Genre : Comédie
- Durée : 95 minutes (1 h 35)
- Date de sortie : France - 17 octobre 1933

## Distribution
- Victor Boucher : le maître d'hôtel Antoine
- Jeanne Cheirel : Mme Leroy-Gomez
- Marguerite Moreno : la comtesse Polacchi
- Pierre Brasseur : Jimmy, troisième fils de Mme Leroy-Gomez
- Betty Stockfeld : Dorothy Freeman, riche fiancée américaine de Jimmy
- Mireille Balin : la couturière Nicole, maîtresse de Jimmy
- Suzanne Dantès : Christina, épouse de Philippe
- Fernand Fabre : Manuel
- Philippe Hériat : Philippe, deuxième fils de Mme Leroy-Gomez
- José Noguero : Carlos Pinto, Péruvien qui courtise Nicole
- Nadine Picard : Lily
- Suzy Delair : une couturière
- Anna Lefeuvrier
- Marcel Maupi : le faux policier
- Maud Mayer : Clarisse

## Appréciation
« Promu par la grâce de l'auteur, Édouard Bourdet, maître d'hôtel au Ritz, Victor Boucher trace d'Antoine une silhouette en pointe sèche. Déférent et attentif, l'œil aigu, ironique et désabusé, Antoine reçoit les confidences, active les intrigues, joue les appareilleurs sinon les entremetteurs avec une dignité exemplaire. Son sourire reste discret, sa connivence, distante »

— Olivier Barrot et Raymond Chirat, Noir & Blanc, 250 acteurs du cinéma français 1930-1960, Flammarion, 2000